# Монро (Мичиган)
Монро — город в США, в юго-восточной части штата Мичиган, центр одноимённого округа.
Население 22 076 жителей (2000). Площадь 21,6 км² (в том числе 2,6 км² покрыто водой).
Порт Монро — единственный порт на озере Эри, расположенный в штате Мичиган.
Электростанция в Монро является второй по мощности среди электростанций Северной Америки, работающих на угле.
В городе на кладбище  Woodland Cemetery был похоронен американский художник Роберт Данкансон.

## Города-побратимы
- Томск (Россия)
- Хофу (Япония)